# Asobara tabida
Asobara tabida är en stekelart som först beskrevs av Christian Gottfried Daniel Nees von Esenbeck 1834.  Asobara tabida ingår i släktet Asobara och familjen bracksteklar. Arten är reproducerande i Sverige. Inga underarter finns listade.